# Isla volcánica

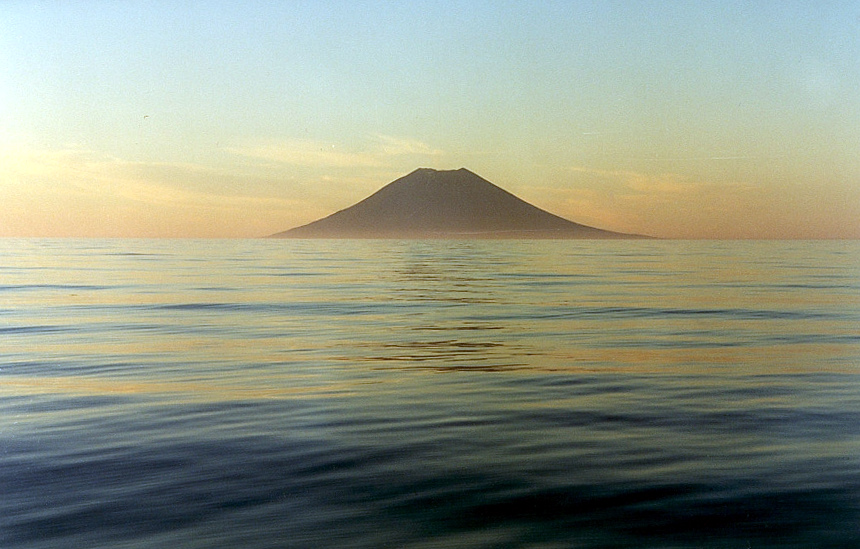

Las islas volcánicas son conjuntos de islas situadas comúnmente en zonas donde convergen las placas tectónicas. Nacen como volcanes en el fondo del mar y a lo largo de millones de años emergen a la superficie del océano convirtiéndose así en islas.
Están formadas por las erupciones sucesivas de un volcán, que hace que su cráter se vaya elevando por encima del nivel del mar y forme una isla. Muchas de estas islas son inestables y pueden igualmente desaparecer en algunos meses o años después de emerger.
Una de las últimas formadas, que continúa agrandándose en torno a tres cráteres que expulsan regularmente la lava está ubicada frente a Japón en las islas Ogasawara. Ocho meses después de emerger, la columna de partículas emitidas por este volcán se elevaba hasta 2.000 metros de altitud y la isla medía  1.550 metros de este a oeste y 1350 metros de norte al sur. En septiembre de 2013, una isla de este tipo emergió en Pakistán en el mar Arábigo.

## Islas de arcos volcánicos en zona de subducción
Algunas islas volcánicas se encuentran sobre un arco de islas volcánicas. Estas islas surgen durante la subducción de una placa bajo otra. Ejemplos de éstas son las islas Marianas, las islas Aleutianas y la mayoría de Tonga en el  Océano Pacífico. Algunas de las Pequeñas Antillas y las islas Sandwich del Sur son ejemplos en el Océano Atlántico.

## Volcán de dorsal oceánica
Otro tipo de isla volcánica surge cuando una dorsal oceánica alcanza la superficie. Hay dos ejemplos: Islandia, que es la mayor isla volcánica del mundo y la isla Jan Mayen, las dos ubicadas en el océano Atlántico. El nacimiento de la isla de Surtsey fue en 1963. En el Mediterráneo se puede anotar la isla de Pantelleria.

## Islas de punto caliente
Un último tipo de isla volcánica se forma al nivel de los puntos calientes volcánicos. Un punto caliente está más o menos estacionario con relación a la placa tectónica en movimiento por encima de él. Así un canal de islas emerge cuando la placa se mueve. En largos periodos, este tipo de isla es finalmente erosionado y sumergido por el ajuste isostático para quedar reducida a un monte submarino. El movimiento de las placas al nivel de un punto caliente produce una línea de islas orientadas en la dirección del movimiento de la placa. Por ejemplo, las islas Hawái, al atolón Kure, que se extienden luego bajo la superficie del océano, toman la dirección  norte al nivel del monte submarino del Emperador. La isla Tristán de Acuña es un ejemplo de punto caliente volcánico en el océano Atlántico y la isla de la Reunión es también una isla formada a partir de un punto caliente, pero en el Océano Índico.

## Ilustraciones

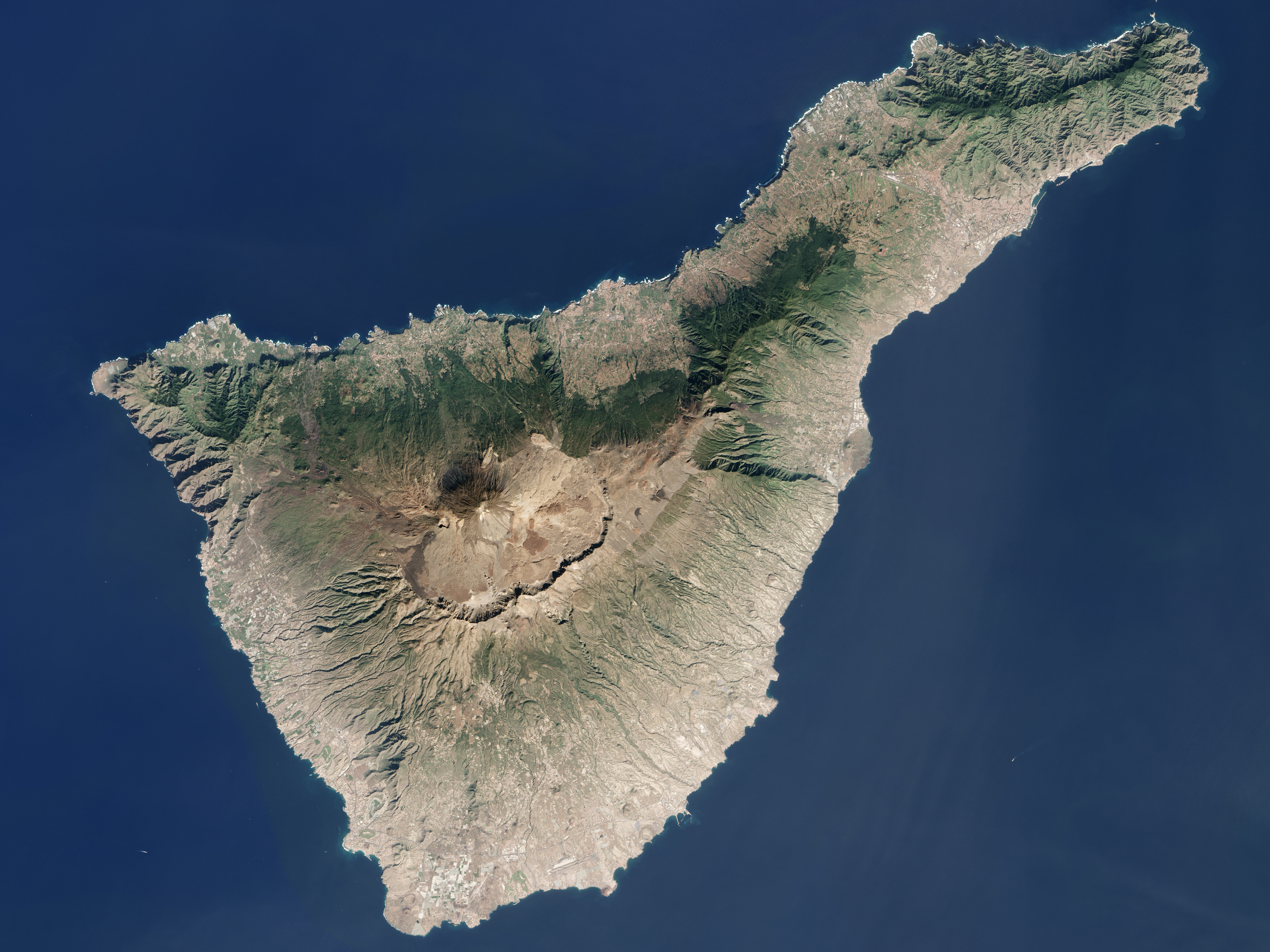
Tenerife es una isla volcánica que forma parte de las Islas Canarias. En ella se encuentra el Teide, punto culminante de España.
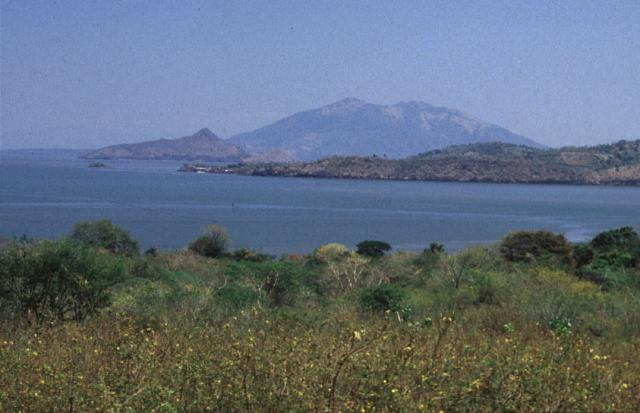
Isla Zacate Grande en Valle, Honduras. Es una Isla formada a través de las erupciones de un volcán extinto.
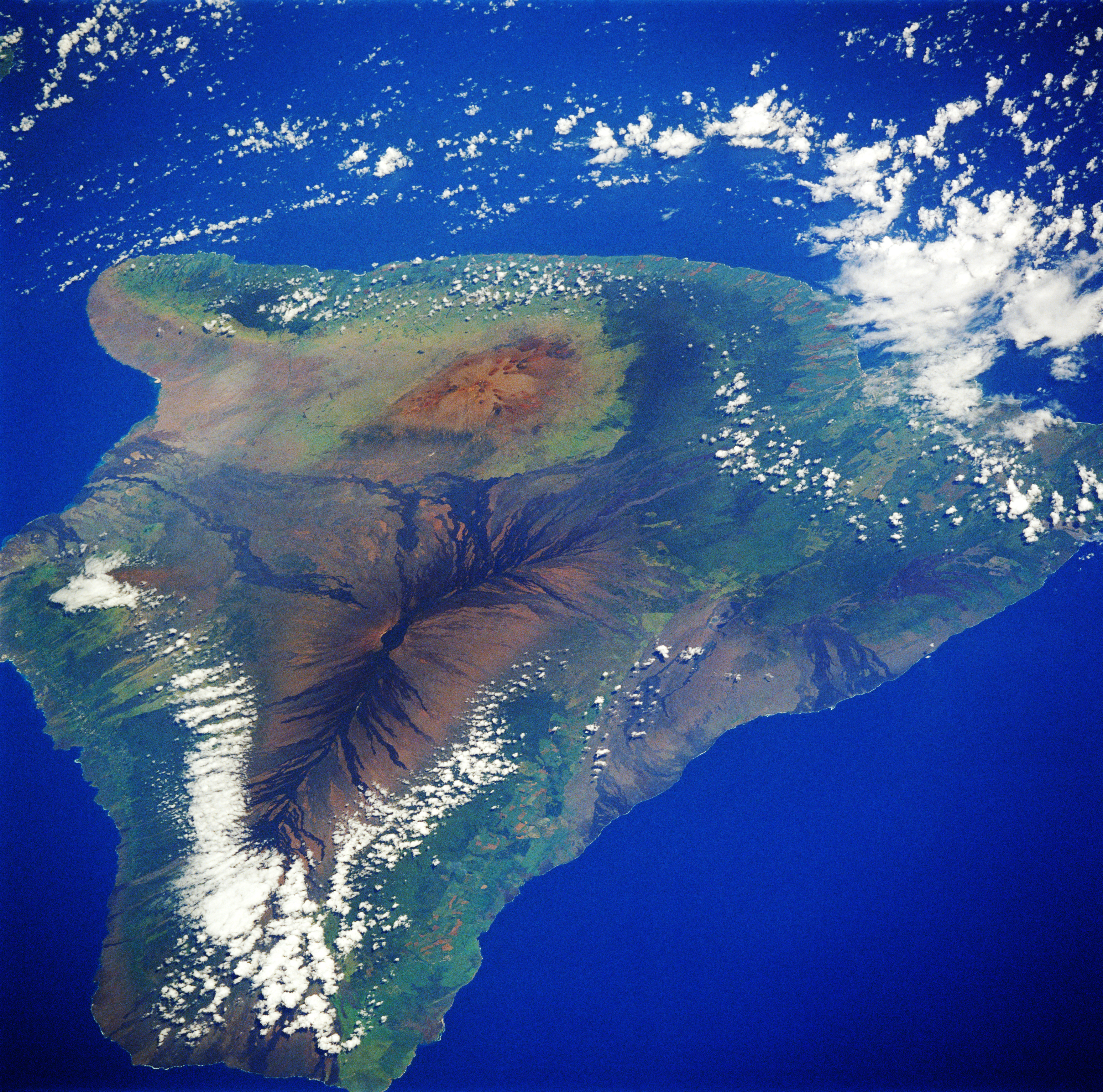
Las islas de Hawái son volcanes de punto caliente.
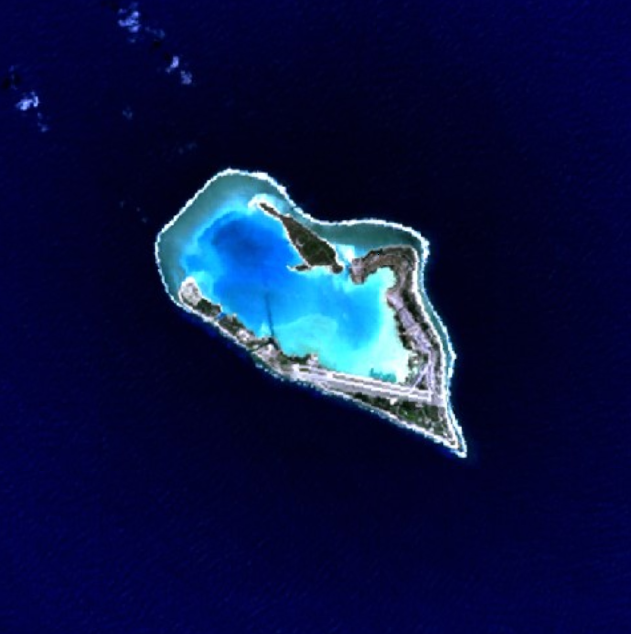
Wake era un volcán de punto caliente antes de convertirse en un atolón coralino.